# Polystalactica allardi
Polystalactica allardi är en skalbaggsart som beskrevs av Franz Antoine 2010. Polystalactica allardi ingår i släktet Polystalactica och familjen Cetoniidae. Inga underarter finns listade i Catalogue of Life.